# WTA Tour
 Der er for få eller ingen kildehenvisninger i denne artikel, hvilket er et problem. Du kan hjælpe ved at angive troværdige kilder til de påstande, som fremføres i artiklen.

WTA Tour er den verdensomspændende tennisturneringsserie for de bedste kvindelige spillere. Serien indeholder fire Grand Slam-turneringer, en række såkaldt tier-turneringer samt den årlige sæsonafslutningsturnering. Tier-turneringerne opdeles i fire kategorier efter deres præmiestørrelser. WTA Tour er en pendant til mændenes ATP Tour.
Spillernes resultater i turneringerne på WTA Tour samt i nogle af turneringerne på den underliggende ITF Women's Circuit bestemmer deres rangering.

## Tier-turneringerne
Tier 1-gruppen omfatter turneringer, der har en præmiesum på minimum 1,340 millioner USD. Der er ni turneringer i gruppen. Tier 2-gruppen skal have en præmiesum på mindst 600.000 USD. Der er 14 turneringer i denne gruppe. I tier 3-gruppen kræves en præmiesum på mindst 175.000 USD, og der er 18 turneringer i gruppen. Endelig skal der være en præmiesum på minimum 145.000 USD i tier 4, og der er 13 turneringer her.

## Resultater
Den mest vindende spiller på WTA Touren siden dens start i 1971 er Martina Navratilova fra Tjekkoslovakiet, senere USA, der har vundet i alt 167 titler. På de to næste pladser følger Chris Evert, USA, med 154 titler og Steffi Graf, Tyskland, med 107 titler.
Det er også de tre spillere, der har vundet flest kampe på touren. Navratilova har vundet i alt 1442 kampe, Evert 1304 kampe og Graf 900 kampe.